# کالیفرنیا (مین)
کالیفرنیا (به انگلیسی: California) یک محدوده ثبت‌نشده روستایی در شهرستان اروزتوک، مین، مین، ایالات متحده آمریکا است.